# Dallas Tornado 1971
Questa pagina raccoglie i dati riguardanti il Dallas Tornado nelle competizioni ufficiali della stagione 1971.

## Stagione
Per la terza stagione consecutiva rimane alla guida della squadra Ron Newman, con una rosa sostanzialmente invariata, integrata solo dal portiere jugoslavo Mirko Stojanović, alla sua seconda esperienza nella NASL. 
I Tornado chiusero il torneo al secondo posto della Southern Division, alle spalle dell'Atlanta Chiefs. Nelle semifinali incontrarono i vincitori della Northern Division, i Rochester Lancers, che superarono al meglio delle tre gare. 
In finale incontrarono gli Chiefs, che, come detto, avevano sopravanzato i Tornado nella fase a gironi: dopo aver perso la gara d'andata, i texani si imposero sia nel ritorno che nella gara di spareggio, aggiudicandosi così il torneo.
Miglior marcatore della squadra fu per il secondo anno consecutivo il greco Kyriakos Apostolidīs.

## Organigramma societario
Area direttiva
Area tecnica
- Allenatore: Ron Newman

## Rosa
| N. |                        | Ruolo | Calciatore      |
| -- | ---------------------- | ----- | --------------- |
| 1  | Inghilterra (bandiera) | P     | Ken Cooper      |
| 2  | Stati Uniti (bandiera) | D     | Jim Benedek     |
| 3  | Brasile (bandiera)     | D     | Oreco           |
| 4  | Inghilterra (bandiera) | D     | John Best       |
| 5  | Inghilterra (bandiera) | D     | Dick Hall       |
| 6  | Inghilterra (bandiera) | C     | Roy Turner      |
| 7  | Inghilterra (bandiera) | C     | Barry Rowan     |
| 8  | Inghilterra (bandiera) | A     | Ron Newman      |
| 9  | Brasile (bandiera)     | A     | Luiz Juracy     |
| 10 | Inghilterra (bandiera) | A     | Tony McLoughlin |
| 11 | Inghilterra (bandiera) | A     | Mike Renshaw    |

| N. |                           | Ruolo | Calciatore           |
| -- | ------------------------- | ----- | -------------------- |
| 12 | Jugoslavia (bandiera)     | D     | Momčilo Gavrić       |
| 13 | Ungheria (bandiera)       | C     | Tibor Molnár         |
| 14 | Inghilterra (bandiera)    | D     | Bobby Moffat         |
| 15 | Grecia (bandiera)         | A     | Kyriakos Apostolidīs |
| 16 | Cecoslovacchia (bandiera) | P     | Frank Hason          |
| 16 | Jugoslavia (bandiera)     | P     | Mirko Stojanović     |
| 17 | Inghilterra (bandiera)    | A     | Ray Bloomfield       |
| 17 | Brasile (bandiera)        | D     | Berto                |
| 18 | Inghilterra (bandiera)    | A     | Phillip Tinney       |
|    | Brasile (bandiera)        | A     | Lauriberto Ignacio   |